# Ji (Zeitschrift)
Ji (ukrainisch Ї) ist eine unabhängige ukrainische kulturwissenschaftliche Zeitschrift, die in Lemberg in unregelmäßigen Zeitabständen unter der Schriftleitung des Philosophen und Politikwissenschaftlers Taras Wozniak erscheint.
Die Zeitschrift ist Mitglied des europäischen Netzwerkes Eurozine. Den Titel „Ji“ haben der ukrainische Übersetzer Grigori Kotschur und der Sprachwissenschaftler Juri Schewjelow vorgeschlagen. Ji ist eine der Buchstaben des ukrainischen Alphabets.
Die Zeitschrift beschäftigt sich mit den internationalen Angelegenheiten und der europäischen Integration.
Die ersten Hefte wurden seit 1989 in Wilna mit der Unterstützung der Sąjūdis-Partei gedruckt. Ab 1995 erscheint die Zeitschrift legal in Lemberg. Sie erscheint in der ukrainischen Sprache, wobei die Leitartikel jeden Heftes im kyrillischen und lateinischem Alphabet erscheinen.
Einige Hefte sind den Regionen der Westukraine gewidmet, wie Lemberg, Tschernowitz, Iwano-Frankiwsk, Wolhynien, Karpatenukraine und Bukowina. 
Die Zeitschrift wird unter der Aufsicht eines Komitees redigiert, dessen Mitglieder zu den bekannten Vertretern der westukrainischen Kultur gehören. In der Zeitschrift erscheinen Artikel bekannter Vertreter der Weltkultur, wie Samuel P. Huntington, Zbigniew Brzeziński, Jacques Derrida und Jean Baudrillard. Neben der Zeitschrift werden Bücher herausgegeben, die den westukrainischen Angelegenheiten gewidmet sind.
„Ji“ ist eine Internationale Nichtregierungsorganisation (NGO) und fördert viele Bürgerinitiativen, u. a. die Renovierung der Residenz des polnischen Komödienschreibers Alexander Graf Fredro und dessen Enkels, des griechisch-katholischen Erzbischofs Andrej Scheptyzkyj in Benkowa Wischnja. Sie unterstützt auch die Webseite des ukrainischen PEN-Clubs. 
Neben der gedruckten Heften ist die Zeitschrift im Internet zugänglich in ukrainischer, deutscher, englischer und französischer Sprache.